# Elinegölen
Elinegölen är en sjö i Karlskrona kommun i Blekinge och ingår i Nättrabyåns huvudavrinningsområde. Sjön har en area på 0,0572 kvadratkilometer och ligger 108,2 meter över havet.

## Delavrinningsområde
Elinegölen ingår i det delavrinningsområde (626212-148334) som SMHI kallar för Inloppet i Östra Kalven. Medelhöjden är 113 meter över havet och ytan är 17,06 kvadratkilometer. Det finns inga avrinningsområden uppströms utan avrinningsområdet är högsta punkten. Vattendraget som avvattnar avrinningsområdet har biflödesordning 2, vilket innebär att vattnet flödar genom totalt 2 vattendrag innan det når havet efter 44 kilometer. Avrinningsområdet består mestadels av skog (70 procent) och öppen mark (12 procent). Avrinningsområdet har 1,04 kvadratkilometer vattenytor vilket ger det en sjöprocent på 6,1 procent.